# Långtjärnen (Överkalix socken, Norrbotten, 740975-178732)
För fler sjöar med samma namn, se Långtjärnen (Överkalix socken, Norrbotten) och Långtjärnen (Överkalix socken, Norrbotten, 740273-178840).
Långtjärnen är en sjö i Överkalix kommun i Norrbotten och ingår i Kalixälvens huvudavrinningsområde.